# Formel 750

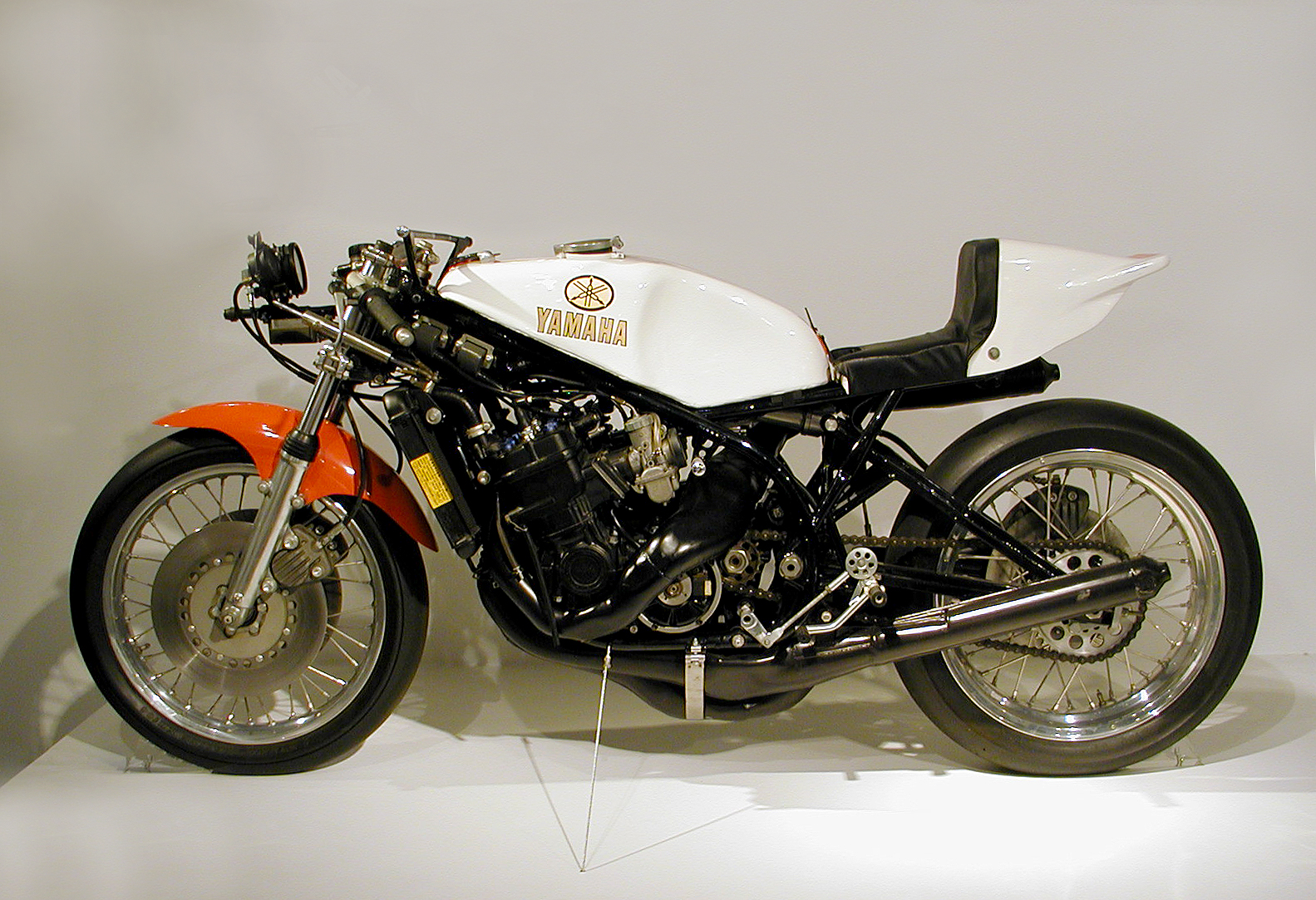
Yamaha TZ 750 F (1979)

Die Formel 750 war eine Motorrad-Rennserie, die vom Motorrad-Weltverband Fédération Internationale de Motocyclisme von 1973 bis 1979 veranstaltet wurde. Sie war für seriennahe Motorräder mit einem Hubraum bis 750 cm³ ausgeschrieben.

## Geschichte
Ende der 1960er- und Anfang der 1970er-Jahre wurden bei einigen der prestigereichsten Rennen der Welt, wie zum Beispiel der Isle of Man TT, dem Daytona 200 oder den 200 Meilen von Imola, zusätzlich zu den Prototypenklassen auch Klassen für kostengünstige, seriennahe Maschinen geschaffen, die sich wachsender Beliebtheit erfreuten. Die Zylinderzahlen und Hubräume der großen Serienmaschinen hatten sich auf den europäischen und US-amerikanischen Märkten in dieser Zeit mehr und mehr in Richtung von 750-cm³-Vierzylindern entwickelt. Aus diesem Grund, und um die Reglements der bisherigen Rennen und Serien zu vereinheitlichen, wurde im Jahr 1973 von der FIM erstmals eine internationale Meisterschaft für solche Maschinen als Preis der FIM ausgeschrieben. Jedoch litt die Serie von Anfang an unter einem zu komplizierten Reglement und der Tatsache, dass die Rennen außerhalb der Grands Prix um die Motorrad-Weltmeisterschaft ausgetragen wurden.
Der erste Lauf in der Geschichte der Formel 750 wurde am 15. April 1973 mit den 200 Meilen von Imola im italienischen Imola veranstaltet. Dabei siegte der Finne Jarno Saarinen auf einer Yamaha TZ 350 vor dem einheimischen Ducati-Piloten Bruno Spaggiari. Erster Meister wurde der Brite Barry Sheene auf Suzuki.
In den Jahren 1975 und 1976 zählte die Serie zur Europameisterschaft, 1977 erhielt sie den Status einer offiziellen FIM-Weltmeisterschaft.
Im Jahr 1979 entschied sich die FIM, nur eine Königsklasse des Motorradrennsports beizubehalten. Die Wahl fiel dabei auf die seit 1949 existierendes 500-cm³-Klasse der Motorrad-Weltmeisterschaft. In der Formel 750 war es in den vorhergegangenen Jahren immer mehr zu Problemen gekommen, da die Motorleistungen für die Reifen und Fahrwerke der damaligen Zeit zu groß waren. Außerdem war die Formel immer mehr zum Yamaha-„Markenpokal“ geworden. 1979 waren von 60 Piloten, die Punkte erzielen konnten, nur vier nicht auf einer Yamaha TZ 750 unterwegs. Die Formel 750 wurde damit am Ende der Saison 1979 eingestellt. Ab Mitte der 1980er-Jahre traten die Superbikes als seriennahe Rennmotorräder an die Stelle der Formel 750.

## Siegerliste
Der erste Meister der Serie wurde der damals 23-jährige Brite Barry Sheene auf Suzuki, der 1976 und 1977 auch 500-cm³-Weltmeister wurde. Mit dem Gewinn des WM-Titels im Jahr 1977 wurde Steve Baker der erste US-amerikanische Weltmeister in der Geschichte der Fédération Internationale de Motocyclisme (FIM). 1978 sicherte sich der 22-jährige Venezolaner Johnny Cecotto auf Yamaha den Titel. Letzter Weltmeister wurde 1979 der Franzose Patrick Pons, der nicht mal ein Jahr später beim Großen Preis von Großbritannien in Silverstone tödlich verunglückte.
Der Fahrer mit den meisten Laufsiegen ist Johnny Cecotto, der in fünf Jahren 13 Rennen gewann. Danach folgen Steve Baker und Kenny Roberts sr. mit jeweils zwölf Siegen. Erfolgreichster Hersteller ist Yamaha. Die Japaner waren mit ihren Maschinen bei 78 der insgesamt 102 Rennen siegreich.
An den Rennen der Formel 750 nahmen neben den Genannten noch zahlreiche weitere Größen des Motorradsports der damaligen Epoche, wie Giacomo Agostini, Kork Ballington, Dieter Braun, Kel Carruthers, Joey Dunlop, Ron Haslam, Takazumi Katayama, Marco Lucchinelli, Randy Mamola, Phil Read, Jarno Saarinen, Christian Sarron und Walter Villa teil.
| Jahr | Serie               | Meister                 |
| ---- | ------------------- | ----------------------- |
| 1973 | Preis der FIM       | Barry Sheene (Suzuki)   |
| 1974 | Preis der FIM       | John Dodds (Yamaha)     |
| 1975 | Europameisterschaft | Jack Findlay (Yamaha)   |
| 1976 | Europameisterschaft | Víctor Palomo (Yamaha)  |
| 1977 | Weltmeisterschaft   | Steve Baker (Yamaha)    |
| 1978 | Weltmeisterschaft   | Johnny Cecotto (Yamaha) |
| 1979 | Weltmeisterschaft   | Patrick Pons (Yamaha)   |

## Strecken
Im Laufe der 7 Saisons der Formel 750 wurden 104 Rennen auf 25 verschiedenen Rennstrecken ausgetragen. Dabei gastierte die Meisterschaft auf folgenden Kursen:
| Nr. | Strecke         | Land  | Summe | 1973 | 1974 | 1975 | 1976 | 1977 | 1978 | 1979 |
| --- | --------------- | ----- | ----- | ---- | ---- | ---- | ---- | ---- | ---- | ---- |
| 1   | Hockenheimring  | (D)   | 12    | 2    | -    | 2    | 2    | 2    | 2    | 2    |
| 2   | Imola           | (I)   | 10    | 2    | -    | 2    | 2    | 2    | 2    | -    |
| 3   | Assen           | (NL)  | 10    | -    | -    | 2    | 2    | 2    | 2    | 2    |
| 4   | Silverstone     | (GB)  | 7     | 2    | 1    | 2    | 2    | -    | -    | -    |
| 5   | Brands Hatch    | (GB)  | 6     | -    | -    | -    | -    | 2    | 2    | 2    |
| 6   | Laguna Seca     | (USA) | 6     | -    | -    | -    | -    | 2    | 2    | 2    |
| 7   | Mosport         | (CAN) | 6     | -    | -    | -    | -    | 2    | 2    | 2    |
| 8   | Jarama          | (E)   | 5     | -    | 1    | -    | 2    | 1    | 1    | -    |
| 9   | Hämeeenlinna    | (FIN) | 4     | 1    | 1    | 2    | -    | -    | -    | -    |
| 10  | Nivelles        | (B)   | 4     | -    | -    | -    | 2    | -    | 2    | -    |
| 11  | Nogaro          | (F)   | 4     | -    | -    | -    | 2    | -    | -    | 2    |
| 12  | Österreichring  | (A)   | 4     | -    | -    | -    | -    | -    | 2    | 2    |
| 13  | Anderstorp      | (S)   | 3     | 1    | -    | 2    | -    | -    | -    | -    |
| 14  | Daytona         | (USA) | 3     | -    | -    | 1    | 1    | 1    | -    | -    |
| 15  | Le Castellet    | (F)   | 3     | -    | -    | -    | -    | -    | 1    | 2    |
| 16  | Mettet          | (B)   | 2     | -    | -    | 2    | -    | -    | -    | -    |
| 17  | Magny Cours     | (F)   | 2     | -    | -    | 2    | -    | -    | -    | -    |
| 18  | San Carlos      | (VEN) | 2     | -    | -    | -    | 2    | -    | -    | -    |
| 19  | Dijon           | (F)   | 2     | -    | -    | -    | -    | 2    | -    | -    |
| 20  | Zolder          | (B)   | 2     | -    | -    | -    | -    | 2    | -    | -    |
| 21  | Mugello         | (I)   | 2     | -    | -    | -    | -    | -    | -    | 2    |
| 22  | Rijeka          | (CRO) | 2     | -    | -    | -    | -    | -    | -    | 2    |
| 23  | Clemond-Ferrand | (F)   | 1     | 1    | -    | -    | -    | -    | -    | -    |
| 24  | Montjuich       | (E)   | 1     | 1    | -    | -    | -    | -    | -    | -    |
| 25  | Salzburgring    | (A)   | 1     | -    | -    | -    | -    | 1    | -    | -    |

## Verweise